# ميلتون في. باكمان
ميلتون في. باكمان (بالإنجليزية: Milton Vaughn Backman, Jr.)‏ هو مؤرخ أمريكي، ولد في 11 يونيو 1927، وتوفي في 6 فبراير 2016.